# Longbridge
Longbridge – dzielnica miasta Birmingham w Anglii, w West Midlands, w dystrykcie Birmingham. Leży 10,7 km od centrum miasta Birmingham i 162,5 km od Londynu. W 2011 roku dzielnica liczyła 25 410 mieszkańców.
W latach 1905–2005 w Longbridge funkcjonowała fabryka samochodów, pierwotnie należąca do Austin Motor Company. Wśród produkowanych w niej na przestrzeni lat modeli było Mini. Zakład zamknięto w 2005 roku, w następstwie upadłości przedsiębiorstwa MG Rover Group. W latach 2007–2016 na mniejszą skalę prowadzony był tu montaż samochodów MG Motor. Dawny kompleks fabryczny został wyburzony, a w jego miejscu wzniesiono centrum handlowe, osiedle mieszkalne oraz park biznesowy.